# 圣欧班 (埃松省)
圣欧班（法語：Saint-Aubin，發音：[sɛ̃t‿obɛ̃] ⓘ）是法国法兰西岛大区埃松省的一个市镇，属于帕莱索区。

## 地理
圣欧班（48°42'49"N, 2°8'29"E）面积3.57 平方千米，位于法国法蘭西島大區埃松省，该省份为法国北部省份。
与圣欧班接壤的市镇（或旧市镇、城区）包括：维利耶勒巴克勒、伊韦特河畔日夫、萨克莱。
圣欧班的时区为UTC+01:00、UTC+02:00（夏令时）。

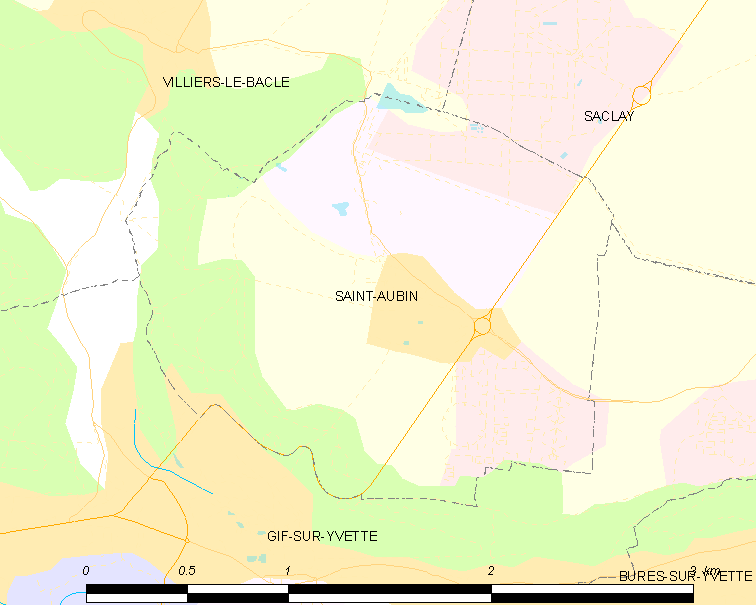
圣欧班的OSM定位图

## 行政
圣欧班的邮政编码为91190，INSEE市镇编码为91538。

## 政治
圣欧班所属的省级选区为伊韦特河畔日夫县。

## 人口

圣欧班1962-2008年间人口变化图示

圣欧班于2022年1月1日时的人口数量为671人。